# Doněck (Rusko)
Doněck (rusky Донецк) je město v Rostovské oblasti ležící na řece Severní Doněc při hranici s Ukrajinou. V roce 2010 mělo město 50 tisíc obyvatel.

## Historie
Město bylo založeno roku 1681 donskými kozáky pod jménem Gundorovskaja na pravém břehu Severního Doňce. V roce 1945 se Gundorovskaja stala dělnickou obcí a roku 1951 již pod jménem Gundorovka městem. V roce 1955 byla přejmenována na současný název Doněck.